# Poa incrassata
Poa incrassata är en gräsart som beskrevs av Donald Petrie. Poa incrassata ingår i släktet gröen, och familjen gräs. Inga underarter finns listade i Catalogue of Life.